# Aeroportul Internațional Plattsburgh
Aeroportul Internațional Plattsburgh (IATA: PBG, ICAO: KPBG, FAA LID: PBG) este un aeroport din New York, Statele Unite ale Americii ce deservește zona Plattsburgh⁠(d). Aeroportul a fost tranzitat în 2019 de 250.998 de pasageri.
Situat la o altitudine de 71 m, aeroportul dispune de 1 pistă.

## Infrastructură

### Piste
Aeroportul dispune de o singură pistă. Pista 17/35 are dimensiunile 11.759 picioare × 200 picioare. 